# Valerianus Caesar

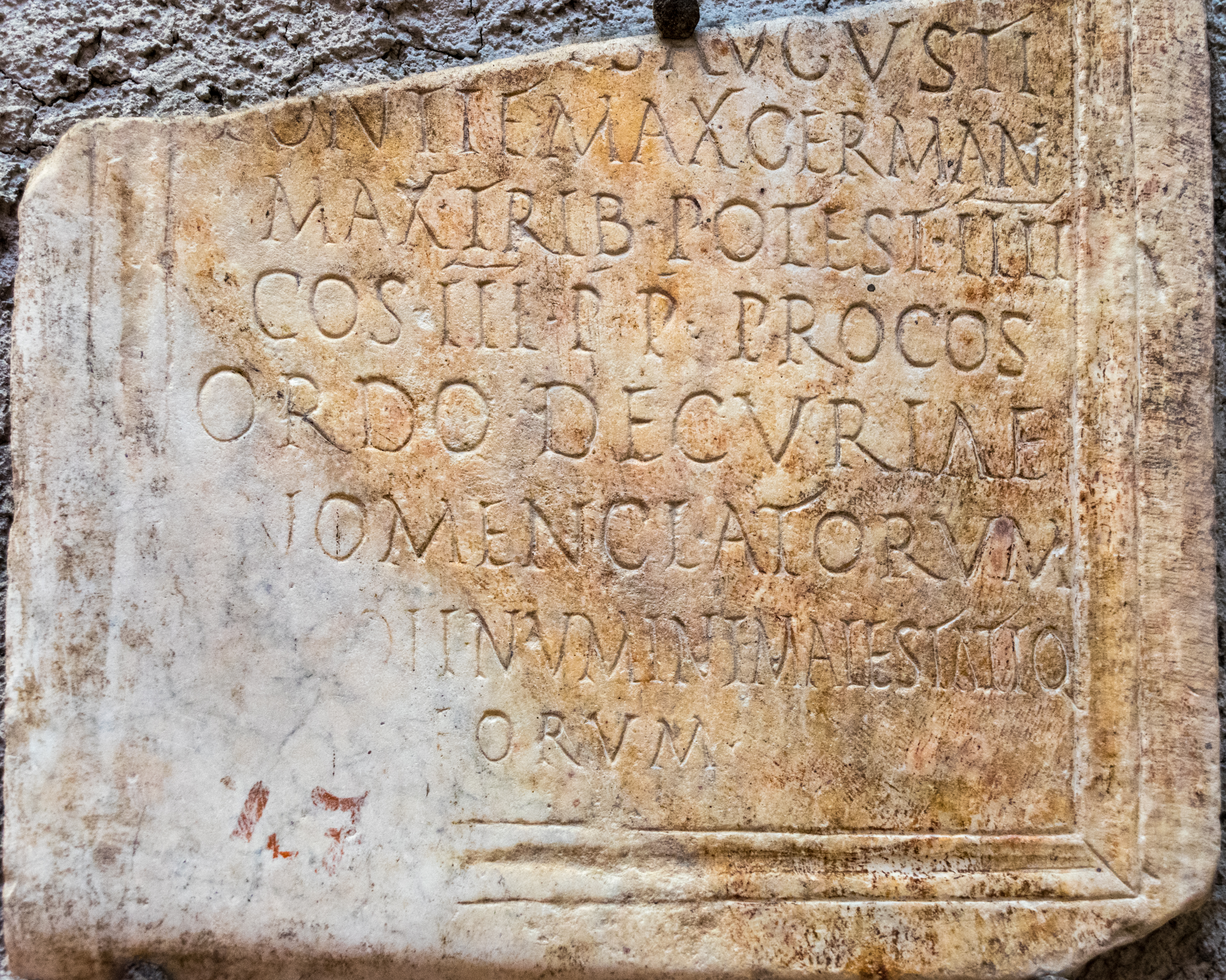
Ehreninschrift des P. Licini Valeriani um das Jahr 255/256 n. Chr. (CIL 6, 40702). Die Tafel wurde in Rom am Stadion des Domitian (Piazza Navona) gefunden.

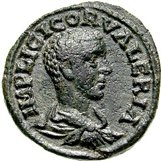
Münzporträt des Valerianus Caesar

Valerianus Caesar (teils auch als Valerian II. bezeichnet, mit vollem Namen Publius Licinius Cornelius Egnatius Valerianus; † 258) war ein römischer Kaisersohn.
Valerianus war der älteste Sohn des römischen Kaisers Gallienus und der Kaiserin Salonina und damit der Enkel des Kaisers Valerian, der ab 253 zusammen mit Gallienus regierte. Diese Epoche, die Zeit der Soldatenkaiser, war von schweren politischen, wirtschaftlichen, sozialen und militärischen Erschütterungen geprägt. Daher wird von der Reichskrise des 3. Jahrhunderts gesprochen.
Im Herbst 256 wurde Valerianus zum Caesar erhoben. Seine Erziehung vertraute Gallienus dem Offizier Ingenuus an, der in der Provinz Pannonien ein größeres militärisches Kommando innehatte. Die Kaiser Valerian und Gallienus übernahmen am 1. Januar 257 das Konsulat in Rom, während dem neuen Caesar die Zuständigkeit für die Grenzsicherung an der Donau zufiel. Seit 257 trug der junge Valerianus auch den Titel Imperator.
258 starb Valerianus Caesar in einem Militärlager. Nach seinem Tod wurde er divinisiert, der Caesar-Titel ging auf seinen Bruder Saloninus über. Nach der Ermordung des Gallienus (268) fiel er ebenso wie sein Vater und seine Mutter zumindest zeitweilig unter die Damnatio memoriae.